# جوزيف سبنسر
جوزيف سبنسر (بالإنجليزية: Joseph Spencer)‏ هو سياسي أمريكي، ولد في 1790، وتوفي في 2 مايو 1823. انتخب عضو مجلس ولاية نيويورك.